# Rainkopf
Le Rainkopf est un sommet du massif des Vosges situé quatre kilomètres au sud du Hohneck.

## Toponymie
Le nom du sommet provient du germanique Rain, « limite, borne, lisière » et Kopf, « tête ». Ce nom évoque sa situation à la frontière entre l'Alsace et la Lorraine.
Il fut parfois orthographié Rheinkopf ou Rinnkopf, soit « tête du Rhin » mais le Rhin n'étant pas visible depuis le sommet, cette orthographe semble erronée.

## Géographie

### Situation
Culminant à 1 305 m, cette montagne borde la route des Crêtes ; elle est située entre le Kastelberg au nord et le Rothenbachkopf au sud. Elle est à cheval sur les communes de Metzeral, Wildenstein et La Bresse.
Elle se caractérise par un sommet arrondi dont le flanc est, abrupt et sauvage est un ancien cirque glaciaire, paradis de la flore alpestre et de la faune (chamois). Le sommet se situe exactement au point où la chaîne se scinde en deux : une branche en arc de cercle vers le sud-est culmine au Grand Ballon, l'autre vers le sud aboutit au Ballon d'Alsace. On peut observer ces deux lignes de crêtes avec, en leur milieu, le profond sillon de la vallée de la Thur. Plus loin, à l'est, au-delà du Grand Ventron, la vue porte sur le versant lorrain, en pente douce.

### Flore
Avec son altitude de 1 305 m, le Rainkopf se situe à l'étage montagnard supérieur et à l’étage subalpin. Sa partie sommitale est couverte d'une chaume d'altitude composée de prairies et de landes qui surplombent une hêtraie subalpine.

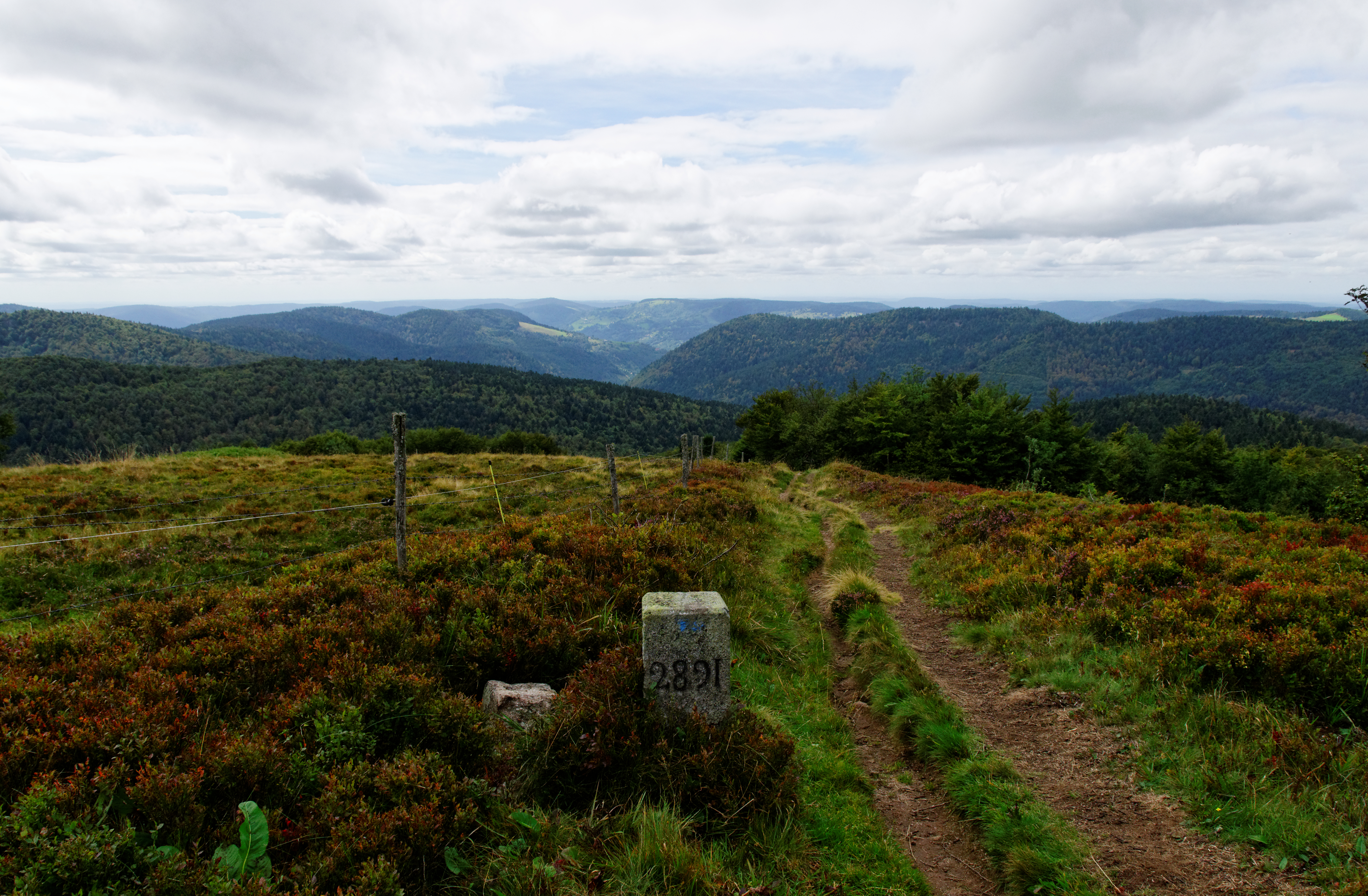
La partie sommitale du Rainkopf est couverte par une chaume composée de pelouses à Nard raide et de landes à Éricacées.

L'habitat ouvert qui compose la partie sommitale est issu d'un remplacement ancien de la hêtraie d'altitude par des pâturages extensifs. Les pelouses d'altitude sont dominées par des Graminées comme le Nard raide (Nardus stricta) et la Fétuque rouge (Festuca rubra). On y trouve également le Fenouil des Alpes (Meum athamanticum), le Gaillet des rochers (Galium saxatile), le Liondent des Pyrénées (Leontodon pyrenaicus), la Gentiane jaune (Gentiana lutea), l'Arnica des montagnes (Arnica montana), la Pensée des Vosges (Viola lutea subsp. lutea) ainsi que l'Anémone d'Autriche (Anemone scherfelii) et l'Orchis miel (Pseudorchis albida).
À la suite d'une baisse de l'activité pastorale, ces pelouses sont peu à peu colonisées par des espèces de landes à Éricacées comme la Myrtille sauvage (Vaccinium myrtillus), l'Airelle des marais (Vaccinium uglinosum), l'Airelle rouge (Vaccinium vitis-idaea) ou encore la Callune (Calluna vulgaris).
Les parties les plus basses du Rainkopf sont couvertes par une forêt dominée par le Hêtre commun (Fagus sylvatica), accompagné par l'Érable sycomore (Acer pseudoplatanus), le Sorbier des oiseleurs (Sorbus aucuparia), plus rarement l'Alisier blanc (Sorbus aria) et le Sorbier de Mougeot (Sorbus mougeotii). On peut y trouver le Camérisier noir (Lonicera nigra), l'Oseille à feuilles d'arum (Rumex arifolius), la Stellaire des bois (Stellaria nemorum), la Parisette à quatre feuilles (Paris quadrifolia), le Lys martagon (Lilium martagon), l'Aconit tue-loup (Aconitum lycoctonum), l'Oxalide petite oseille (Oxalis acetosella), la Luzule blanchâtre (Luzula luzuloides) ainsi que l'Athyrium des Alpes (Athyrium distentifolium) protégé au niveau régional.
Le cirque glaciaire de l'Altenweiher situé au nord-est abrite quant à lui une mégaphorbiaie montagnarde caractérisée notamment par la présence de l'Adénostyle à feuilles d'alliaire (Adenostyles alliariae), la Laitue des Alpes (Cicerbita alpina) ou encore la Renoncule à feuilles d'aconit (Ranunculus aconitifolia).

## Activités
De nombreux sentiers de randonnée du Club vosgien jalonnent la montagne, vers le Hohneck, le Rothenbachkopf, le lac Altenweiher ou le Grand Ventron.
Le refuge Louis Hergès, nommé en l'honneur d'un ancien président du Club vosgien de Mulhouse, est situé à proximité du Rainkopf. Il est définitivement fermé en 2020.
Le Rainkopf est également un site de vol libre avec généralement une pratique en vol de pente.